# 多数決バンザイ!テレカルチョ25
『多数決バンザイ!テレカルチョ25』（たすうけつバンザイ テレカルチョにじゅうご）は、1969年9月18日から同年10月30日まで日本テレビ系列局で放送されていた日本テレビ製作のクイズ番組である。その後も1969年11月6日から1970年1月1日まで『多数決クイズ テレカルチョ25』と題して放送されていた。いずれも明星食品の一社提供。全16回（7回＋9回）。放送時間は毎週木曜 19:30 - 20:00 （日本標準時）。当時日本テレビとNETのクロスネットだった名古屋テレビでは1日遅れの金曜18:00-18:30、系列外局である静岡放送では毎週日曜15:45-16:15に3日遅れのスポンサードネットで放送された。

## 概要
一般からの参加者100人がクイズに挑戦していた視聴者参加型番組。司会はミッキー安川と山東昭子が務めていた。
この番組の評価基準はクイズの正答・誤答ではなく多数決であり、解答者の数がより多い方の答えを出した参加者に1点を与えていた。解答者に出す問題の数は、改題前までは25問だった。25点を獲得、すなわち出された問題全てに解答者多数の答えを選んでいた者には「明星賞」として賞金100万円を、25点達成者が出なかった場合にはその回での最高得点獲得者に「トップ賞」を贈っていた。また、最低だった者にも「ユーモア賞」を贈っていた。
番組はその後、1969年11月6日の改題リニューアル時にルールを変更。25点達成者に100万円を贈るのは改題前と変わらなかったが、問題の数を15問にまで減らした。得点も変更され、第10問までは1問につき1点、第11問からは1問につき3点となった。

## 放送リスト
| 回                            | 放送日                        | サブタイトル                  | 備考                           |
| 多数決バンザイ!テレカルチョ25 | 多数決バンザイ!テレカルチョ25 | 多数決バンザイ!テレカルチョ25 | 多数決バンザイ!テレカルチョ25  |
| ----------------------------- | ----------------------------- | ----------------------------- | ------------------------------ |
| 1                             | 1969年 9月18日                | オヤジと子供の場合            |                                |
| 2                             | 9月25日                       | 新婚さんの場合は              |                                |
| 3                             | 10月2日                       | われら高校生                  |                                |
| 4                             | 10月9日                       | 独身サラリーマンの場合        |                                |
| 5                             | 10月16日                      | 凡人100人大行進！             | クイズマニア出演               |
| 6                             | 10月23日                      | レッツゴー外人                |                                |
| 7                             | 10月30日                      | はるばる来たよ東京へ          |                                |
| 多数決クイズ テレカルチョ25   |                               |                               |                                |
| 8                             | 11月6日                       | がんばれ！明治生まれ          | この回をもって改題・ルール変更 |
| 9                             | 11月13日                      | ただいま婚約中                |                                |
| 10                            | 11月20日                      | 受付嬢の場合                  |                                |
| 11                            | 11月27日                      | お百姓さん大行進              |                                |
| 12                            | 12月4日                       | 主婦100人                     |                                |
| 13                            | 12月11日                      | 魚屋百人大行進                |                                |
| 14                            | 12月18日                      | バスガイド百人                |                                |
| 15                            | 12月25日                      | 本年度ミス○○100人             |                                |
| 16                            | 1970年 1月1日                 | 花のお江戸の火消し衆          |                                |

参考：『読売新聞縮刷版』読売新聞社、1969年9月18日 - 1970年1月1日付のラジオ・テレビ欄。